# Stan Woch
Stan Woch (nacido el 8 de julio de 1959) es un artista estadounidense fundamentalmente conocido por su trabajo en el mundo del cómic.

## Carrera
Los primeros trabajos de Stan Woch incluyen colaboraciones como ayudante de Gray Morrow en las tiras de prensa Barbara Cartland Romances y Buck Rogers. Más adelante trabajó en la industria del cómic como dibujante y entintador. Su primer trabajo para DC Comics se publicó en el número 1 de New Talent Showcase (enero de 1984).
Su trabajo como dibujante incluye la serie Airboy, para Eclipse Comics, y La Cosa del pantano (en la etapa escrita por Alan Moore) y World's Finest Comics, para DC Comics. Dibujó parte del arco argumental "Fábulas y reflejos" de la serie The Sandman, de Neil Gaiman. Su trabajo como entintador incluye la serie Airboy, Batman: Shadow of the Bat, Orquídea Negra, La Patrulla Condenada, y la serie regular de Robin.
Su trabajo recibió una nominación en 1986 al Premio Jack Kirby al Mejor Número, por el número 43 de Swamp Thing, con Alan Moore. El último trabajo de Woch para la industria del cómic se publicó en 1999.